# Altis Semiconductor
Altis Semiconductor est un fabricant français de circuits intégrés logiques et analogiques, liquidé en 2017.

## Histoire
L'entreprise est créée en 1999, comme société en nom collectif entre Infineon Technologies et IMD, division microélectronique d'IBM. IBM Microélectronique, à Corbeil-Essonnes, est un des premiers sites européens de fabrication de semi-conducteurs (la production y a commencé en 1964).
Elle est revendue en 2010 à la société Altis international détenue par Yazid Sabeg, alors commissaire à la Diversité et à l’Égalité des chances du gouvernement Fillon, ce qui a alimenté des soupçons de conflits d'intérêts.
Les deux entreprises fondatrices indiquent dès 2006 vouloir se détourner des activités de fabrication et privilégier la conception et la commercialisation, dans une stratégie « fablight » (modèle d'entreprise sans usine).
L'entreprise est condamnée en 2010 pour discrimination syndicale.
En 2011, elle a réalisé un chiffre d'affaires de 126 millions d'euros, générant une perte de 43 millions d'euros et les bilans postérieurs n'ont pas été publiés.
L'entreprise propose en 2015 de racheter la division numérique dont STMicroelectronics souhaite se débarrasser, ainsi que son usine Crolles 200, qui travaille sur le même type de technologie que Altis. La proposition a été refusée par le Ministère de l'Économie du fait de la fragilité économique d'Altis,.
La société a été placée en redressement judiciaire le 4 août 2016. L'entreprise emploie alors un millier de salariés. Elle fait l'objet d'un plan de cession le 30 septembre 2016 au fondeur X-Fab et placée en liquidation judiciaire le 14 février 2017.

## Production
Altis Semiconductor est spécialisé dans la production de circuits électroniques spécialisés en agissant comme fonderie silicium. L'entreprise produit des technologies CMOS 180 / 130 nm Cuivre sur tranches de 200 mm. Le groupe détient 22.000 m2 de salles blanches.
L'entreprise fournit des composants électroniques aux grands du secteur comme Qualcomm, Skyworks ou Qorvo et ses composants sont inclus dans les iPhone ou smartphones de Samsung.